# آزادی آموزش

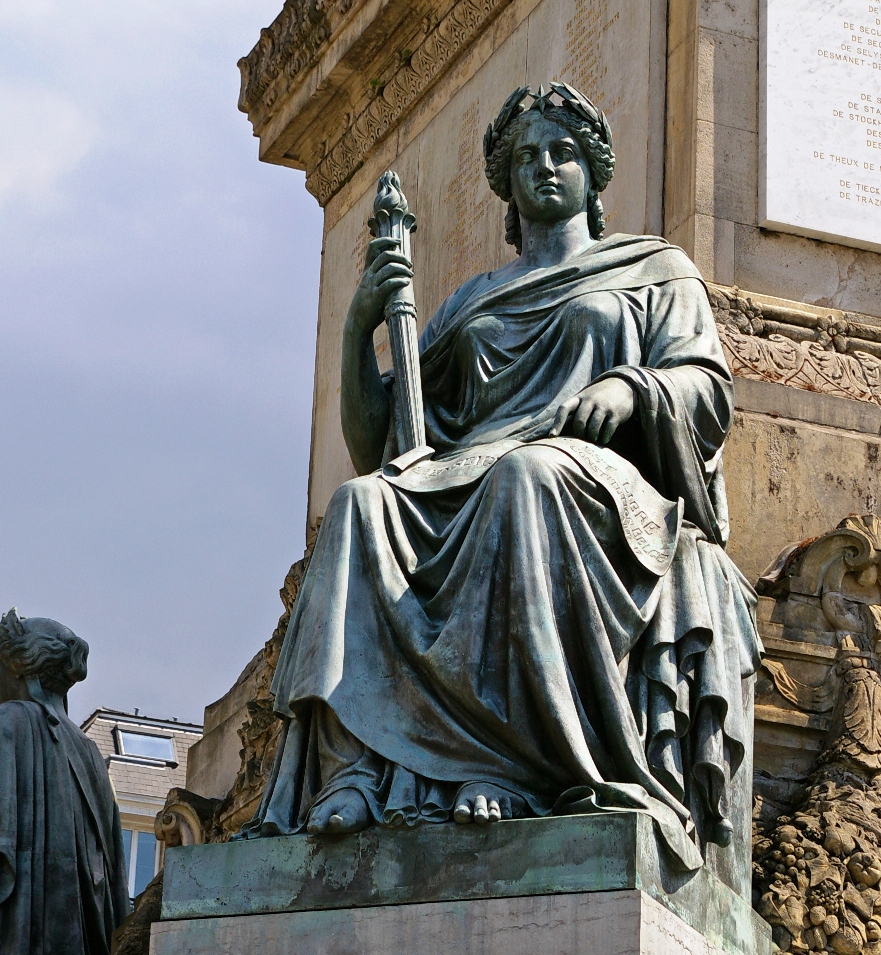
مجسمه تمثیلی قرن نهم ستون کنگره، بلژیک که آزادی آموزش را به تصویر می‌کشد

آزادی آموزش حقی برای والدین است که در آن بتوانند فرزندان خود را مطابق با دیدگاه‌های مذهبی و سایر دیدگاه‌های خود آموزش دهند. این حق همچنین به گروه‌های اجتماعی اجازه می‌دهد تا بتوانند کودکان را بدون مانع شدن حاکمیت دولت بیاموزند.

## در حقوق بین‌الملل
آزادی آموزش یک مفهوم اساسی (قانونی) است که در کنوانسیون اروپایی حقوق بشر، پروتکل ۱، ماده ۲ و میثاق بین‌المللی حقوق اقتصادی، اجتماعی و فرهنگی ماده ۱۳ و چندین قانون اساسی ملی، به عنوان مثال قانون اساسی بلژیک (سابق ماده ۱۷، اکنون ماده ۲۴) و قانون اساسی هلند (ماده ۲۳) گنجانده شده است.

### اروپا
اجلاس اروپایی برای آزادی در آموزش در سال ۱۹۸۹ تشکیل شد و ۶۹ عضو در ۱۳ کشور دارد. خواسته‌های رسمی این اجلاس شامل نیاز به استقلال برای دانش آموزان و معلمان است. همچنین اهمیت تنوع در آموزش را مشخص می‌کند تا به والدین امکان دهد فرزند خود را به مدرسه ای بفرستند که با دیدگاه‌های آنها همسو باشد.

### فرانسه
در ۲۳ نوامبر ۱۹۷۷، شورای قانون اساسی بر اساس «1882 Ferry Act»، آزادی آموزش را جزو آزادی‌های اساسی مندرج در قانون اساسی اعلام کرد. با این حال، در ۱۳ آگوست ۲۰۲۱، با اینکه برخی از تحلیلگران حقوقی اظهار داشتند که این قانون لغو خواهد شد، شورای قانون اعلام کرد که ارائه اجباری آموزش منحصراً در خانه به یک ساختار قانونی، خلاف قانون اساسی نیست.